# Carl Abrahamsson (idrottare)
Carl Gustaf Emanuel "Calle Aber" Abrahamsson, född 1 maj 1896 i Södertälje, död 25 december 1948 i Södertälje, var en svensk friidrottare, bandyspelare och ishockeyspelare, tränare och lagledare i framför allt Södertälje SK.
Han var med och byggde upp Södertälje SK bandy under 1920-talet. Han värvades till AIK:s bandylag och spelade där bland annat i SM-finalerna mot IFK Uppsala 1915 och 1917.  
Vidare var han framgångsrik i friidrott, han plockade hem 28 distriktsmästerskap i olika grenar och togs ut att representera Sverige vid Baltiska spelen i Malmö 1914. Han uppmärksammades under denna tid i pressen och Idrottsbladets redaktör, Torsten Tegnér, liknade Carl Abrahamsson, vad gäller mod och spänst vid den tidens filmidol, Douglas Fairbanks. I Stockholms-pressen kallades han så småningom urvikingen från Södertälje. 
Carl Abrahamssons yngre bror Erik Abrahamsson var den av bröderna som började spela ishockey 1921, bland annat spelade han för AIK och IFK Stockholm och i Sveriges herrlandslag i ishockey. Det var dessa bröder som 1925 övertalade Södertälje SK:s styrelse att ta med ishockey i föreningen. Samma år spelade Södertälje SK final och blev svenska mästare. Calle Aber var segermålskytt i finalen mot Västerås SK.
Carl Abrahamsson blev uttagen till landslaget för första gången 1926 och vann OS-silver 1928. Han spelade också i VM 1931 och i EM 1932. Han blev Stor grabb i ishockey med nummer 9.
Efter sin aktiva karriär, som avslutades 1935, fortsatte han som lagledare och tränare inom Södertälje SK. Han hade även uppdrag inom det Svenska Ishockeyförbundet. Där satt han som vice ordförande 1926-1939. I Södertälje SK var han ordförande 1927-1936.
Carl Abrahamsson var fortfarande lagledare och tränare för Södertälje SK när han hastigt avled i en hjärtattack på juldagen 1948. 
Abrahamsson var från 1930 gift med Aurora Nilsson. 

## Meriter
- OS-Silver 1928
- EM-Guld 1928, 1932
- SM-Guld 1925, 1931